# Lenguas neocaledonias
Las lenguas neocaledonias o lenguas kanak son un grupo de una treintena de lenguas de Nueva Caledonia que posiblemente forman un grupo filogenético de las lenguas oceánicas meridionales sus hablantes se conocen como kanaks.

## Clasificación
- Haekic
- Neocaledonio septentrional
  - Norcental: Cemuhî, Paicî
  - Extremo norte: Caac, Kumak (Nêlêmwa-Nixumwak), Yuaga, Nyâlayu
  - Haveke
  - Septentrional norte
    - Hmwaveke: Bwatoo, Hmwaveke, Waamwang
    - Nemi: Fwâi, Jawe, Nemi, Pije
    - Pwaamei
    - Pwapwâ

  - Vamale
- Neocaledonio meridional
  - Extremo sur: Dumbea, Numee
  - Meridional sur:
    - Wailic: Ajië, Arhö, Arhâ, Neku, Orowe
    - Xaracuu-Xaragure: Xârâcùù, Xaragure
    - Zire-Tiri: Tiri (Méa), Zire

## Comparación léxica
Los numerales del 1 al 10 en diferentes lenguas neocaledonias:

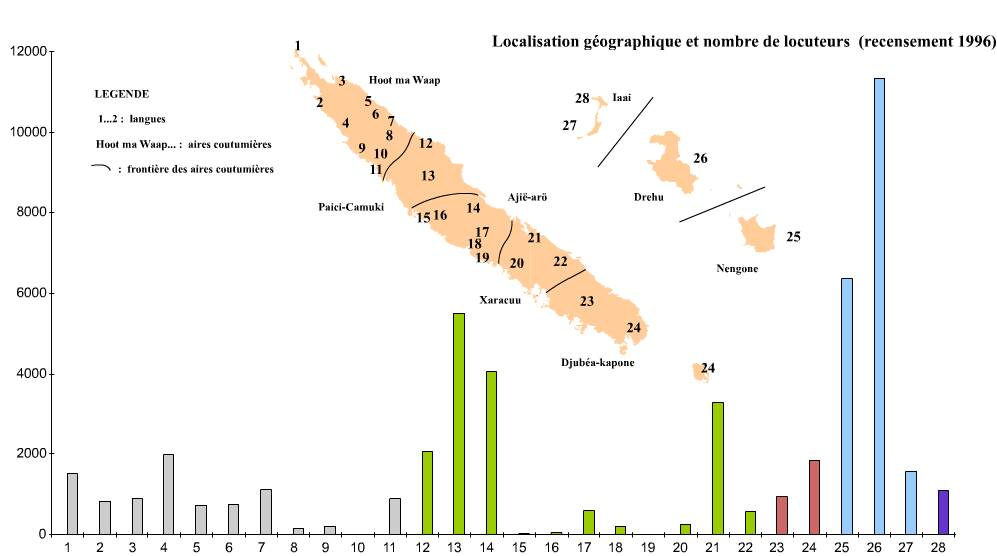
Poblaciones de lenguas autóctonas de Nueva Caledonia. En gris, verde y rojo se muestran las tres ramas neocaledonias.

| GLOSA | Caledonio septentrional | Caledonio septentrional | Caledonio septentrional | Caledonio septentrional | Caledonio meridional | Caledonio meridional | Caledonio meridional | Caledonio meridional | Caledonio meridional | Caledonio meridional | Caledonio meridional |
| GLOSA | Kumak                   | Cemuhî                  | Paicî                   | PROTO- CAL. SEPT.       | Orowe                | Xaracuu              | Tiri                 | Zire                 | Dumbea (Drubea)      | Numèe                | PROTO- CAL. MER.     |
| ----- | ----------------------- | ----------------------- | ----------------------- | ----------------------- | -------------------- | -------------------- | -------------------- | -------------------- | -------------------- | -------------------- | -------------------- |
| 1     | pʷaᵑgiːk                | tʲèiu                   | caː-/ caːpʷi            | *caː-                   | rakẽ                 | ʃaː                  | ʃaː                  | ʂãĩ                  | tàa tàaxɛ            | taa-xè               | *šai-/ *taː-         |
| 2     | pʷaⁿdu                  | alo                     | ãɾ̃ãiɭu                  | *-ɭu                    | kẽaɾu                | ᵐbaːru               | auɽu                 | axoɾu                | pʌ́rùu                | boo-xè               | *-ru                 |
| 3     | pʷaᵑgan                 | tʲié                    | ãɾ̃ãcie                  | *-cie                   | kẽɾeɾe               | ᵐbaʃeː               | aʃiɽi                | axiɾi                | pɛ́tĩ̀ĩ                | bètîî-xè             | *-tire               |
| 4     | pʷaᵐbaːk                | paː                     | ãɾ̃ãpʌpe                 | *-paː                   | kẽvɛɛ                | kɛ̃rɛ̃fɨɛ              | ae                   | afɛvɛ                | pɛ́vʊ̀ʊ                | bèvoo                | *-vaː                |
| 5     | pʷanem                  | nim                     | caː-kʌ̃ɾ̃ʌ̃ ĩᶮɟɛ           | *-nim                   | kẽnĩ                 | kɛ̃rɛnɨ̃rɨ̃             | aɳɔ̃ɽɔ̃                | anõ                  | tàakũxɛ              | taa véré-xè          | *-rɨ̃                 |
| 6     | pʷanemᵑgiːk             | 5 + 1                   | 5 + 1                   | *5+1                    | 5 + 1                | 5 + 1                | 5 + 1                |                      | 5 + 1                | 5 + 1                | *5+1                 |
| 7     | pʷanemⁿdu               | 5 + 2                   | 5 + 2                   | *5+2                    | 5 + 2                | 5 + 2                | 5 + 2                |                      | 5 + 2                | 5 + 2                | *5+2                 |
| 8     | pʷanemᵑgan              | 5 + 3                   | 5 + 3                   | *5+3                    | 5 + 3                | 5 + 3                | 5 + 3                |                      | 5 + 3                | 5 + 3                | *5+3                 |
| 9     | pʷanemᵐbaːk             | 5 + 4                   | 5 + 4                   | *5+4                    | 5 + 4                | 5 + 4                | 5 + 4                |                      | 5 + 4                | 5 + 4                | *5+4                 |
| 10    | tuᶮɟic                  | pajulu                  | ⁿdu ĩᶮɟɛ                | *                       | 5 + 5                | ⁿduʃɛ̃ːxɛ̃             | amɔ̃ru                |                      | pʌ́rùukũxɛ            | 2 x 5                | *2x5                 |